# 穆太奈比街

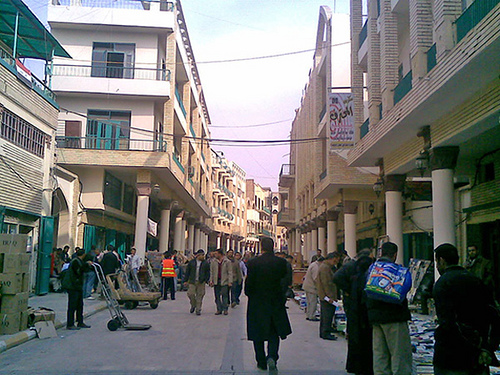
穆太奈比街

穆太奈比街（阿拉伯语: شارع المتنبي）是伊拉克巴格达的一条街道，靠近巴格达老城；。这条街是两边充满了书店和露天书摊，是巴格达售书业的中心，并以10世纪古代伊拉克诗人穆太奈比命名。 
2007年3月5日，在穆太奈比街发生汽车炸弹爆炸案，造成26人丧生，影响这条街的生意。2008年12月18日，伊拉克总理努里·马利基宣布重新开放穆太奈比街。